# Шрекенбах, Пауль
Пауль Шрекенбах (Паулюс Фридрих Иммануил Шрекенбах; нем. Paulus Friedrich Immanuel Schreckenbach; 6 ноября 1866, Ноймарк, Тюрингия — 27 июня 1923, Klitzschen, Северная Саксония) — немецкий протестантский пастор и писатель, автор исторических романов.

## Биография
Шрекенбах родился в семье пастора в Ноймарке в Тюрингии и провел свою юность в Цветцене, пригороде Йены. Посещал лекции по богословию, немецкой истории и литературе в университетах Галле, Марбурга и Лейпцига. В последнем университете Шрекенбах получил степень доктора философии в области филологии. В 1896 году он стал пастором в Клицшене, пригороде Мокрены. В том же году он женился на Катарине Венк, дочери профессора своего истории. В этом браке родились четыре сына и две дочери.

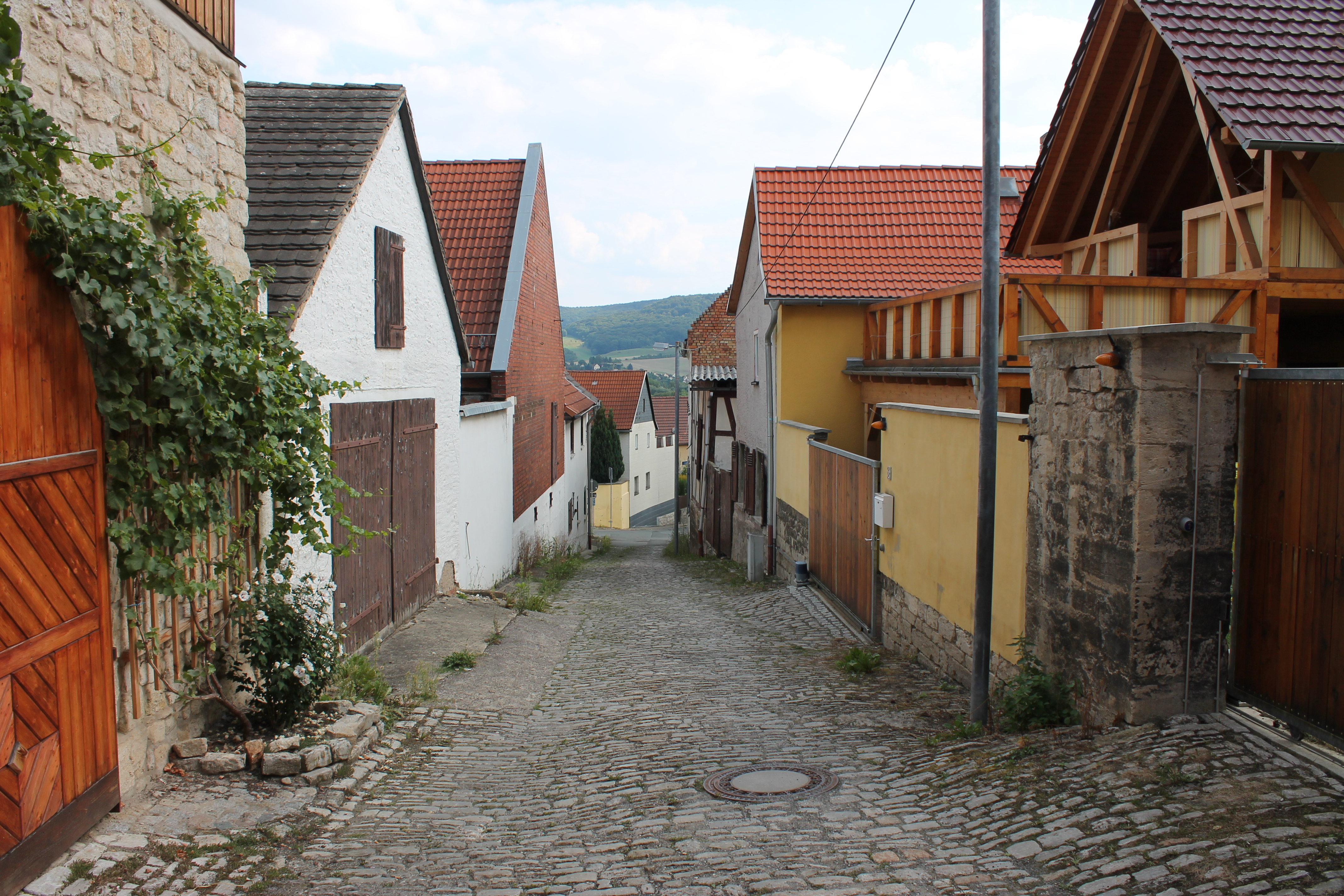
Старинная улочка в Цветцене, наши дни.

Продолжая свою деятельность пастора, Шрекенбах публиковал сперва исторические исследования, затем нечто вроде баллад. В 1905 году вышел из печати его первый роман «Die von Wintzingerode», который понравился публике. За первым романом последовали другие.
В Германии накануне Первой мировой войны Шрекенбах был одним из самых читаемых писателей. В основном он писал исторические романы, рассчитанные на массового читателя, в увлекательной форме описывающие те или иные события из немецкой истории. Средневековье, Тридцатилетняя война, Семилетняя война, Наполеоновские войны представали под пером Шрекенбаха увлекательными событиями, интересными для тогдашнего читателя. Как и все исторические романисты его эпохи, Шрекенбах довольно вольно обращался с историческими событиями, вводил в ход повествования, наряду с историческими, вымышленных действующих лиц. Романы Шрекенбаха пропагандировали доблесть, патриотизм, мужество, высокие этические качества.

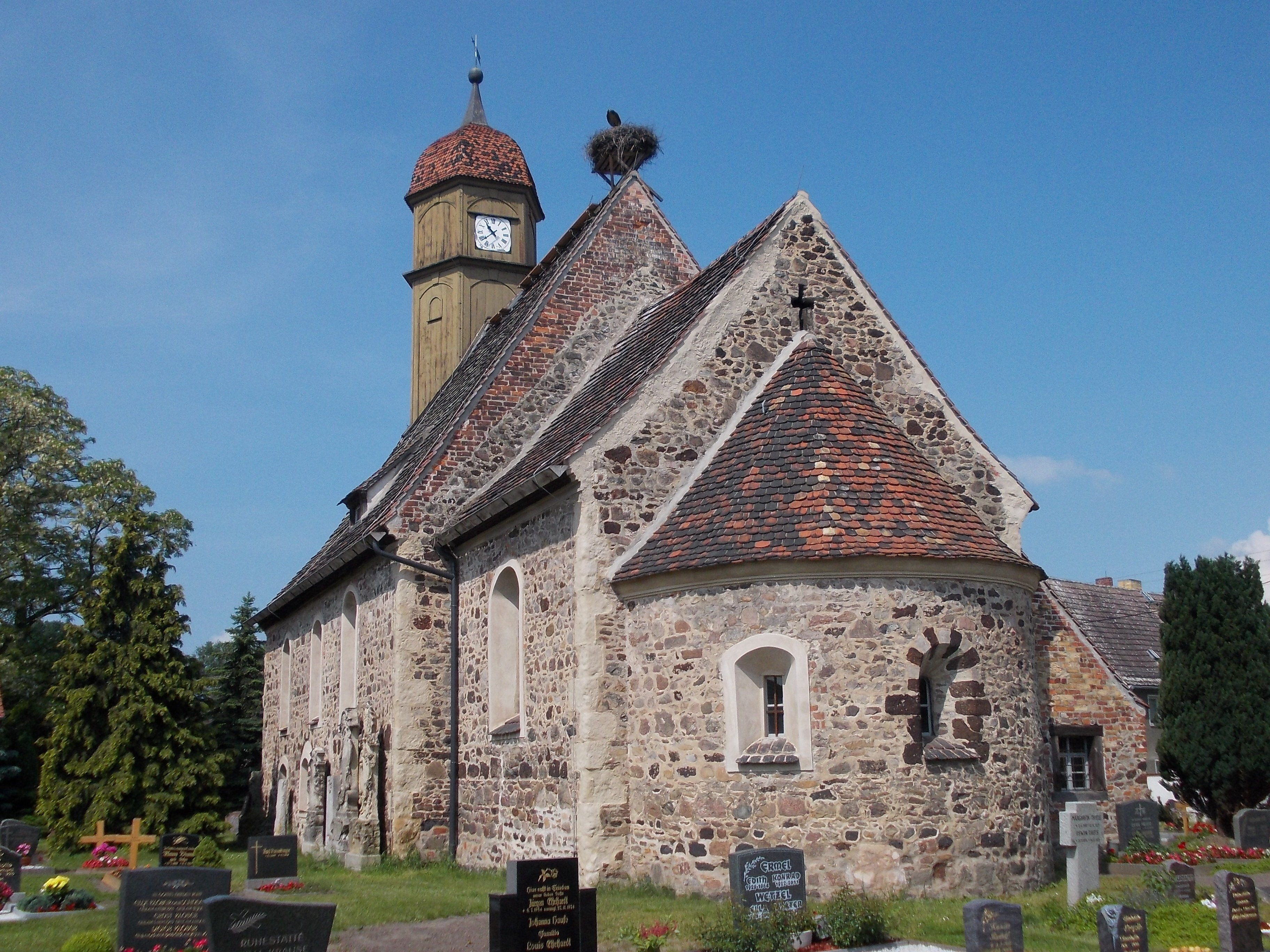
Приходская церковь в Клицшене, наши дни.

Помимо романов, Шрекенбах создал популярные биографии Бисмарка, Мартина Лютера и поэта Эвальда фон Клейста. 14 его основных работ были при жизни изданы тиражом свыше полумиллиона экземпляров. 
Во время Первой мировой войны Шрекенбах опубликовал в немецкой печати ряд патриотических статей. Он скончался в 1923 году в Клицшене, где продолжал занимать кафедру протестантского приходского священника (пастора), и был погребён в Торгау.